# Rhopalizus punctulatus
Rhopalizus punctulatus là một loài bọ cánh cứng trong họ Cerambycidae.